# Иванов, Димитр (издатель)
Димитр Христов Иванов (болг. Димитър Христов Иванов; 19 апреля 1951, София) — болгарский общественный деятель, историк, искусствовед и издатель. В 1976—1990 служил в госбезопасности НРБ, был известен под прозвищем «Митко-Гестапо». В 1991—1996 — предприниматель, вице-президент инвестиционной компании Мултигруп. Профессор Университета национального и мирового хозяйства. Коллекционер произведений искусства.

## Служба в госбезопасности
Окончил Софийский университет по курсам философии и журналистики и Высшую школу МВД НРБ. В 1976 получил степень магистра национальной безопасности.
С 1976 по 1990 служил в Комитете государственной безопасности (Държавна сигурност — ДС) НРБ. Последовательно прошёл служебные ступени от дознавателя до начальника отдела. Руководил 6-м отделом VI управления КДС. Управление занималось «борьбой с идеологическими диверсиями» (подавлением политической оппозиции), отдел — надзором за членами БКП и государственными структурами (в частности, в задачи отдела входило противодействие коррупции и подавление маоистских тенденций). За исполняемые функции Димитр Иванов получил среди коллег прозвище Митко Гестапото — Митко-Гестапо.
После 1989 года Иванов отмежевался от БКП и коммунистической идеологии, но подчёркивал значение Комитета ДС как службы охраны государства (в том числе от коммунистического радикализма, как при подавлении попытки переворота в 1965):

Последние 20 лет мы считаем, что ДС была создана коммунистами, и оттого относимся плохо. Наоборот — госбезопасность была создана против коммунистов.

## В бизнесе 1990-х
После смены политического режима в 1989—1990 Димитр Иванов занялся предпринимательством. Вместе с известным спортсменом Илией Павловым (убит в 2003) и его партнёрами он создал многопрофильный холдинг Мултигруп, в котором с 1991 по 1996 являлся вице-президентом по безопасности. Первоначальной структурой холдинга являлась фирма МултиАрт, занимавшаяся торговлей антиквариатом и произведениями искусства. По некоторым данным, Иванов и Павлов занялись совместным антикварным бизнесом ещё в 1988, хотя Иванов не раз отрицал свою причастность к первым операциям МултиАрта.
Мултигруп занимался различными направлениями — инвестициями, торговлей, туризмом. Аналитики считают, что компания допускала в работе криминальные методы и пользовалась ресурсами номенклатуры БКП, в том числе возможностями Иванова как высокопоставленного офицера ДС.

## Общественно-политические позиции
В конце 1990-х Димитр Иванов занялся журналистской и издательской деятельностью. Возглавлял редакционные советы газет Дума, Земя, Русия днес, Вестник за дома. В 1996 получил степень кандидата исторических наук, защитив диссертацию о Стефане Стамболове. В 2007 стал доктором исторических наук — диссертация называлась «Организация и управление системой государственной безопасности в первой болгарской республике (1946—1991 годы)». С 2008 имеет звание профессора. Преподаёт «психологию лидерства» в Университете библиотековедения и информационных технологий и Университете национального и мирового хозяйства.
Димитр Иванов — активный общественный деятель. Он возглавляет Институт теории и практики лидерства «Стефан Стамболов», общественные некоммерческие фонды Аретѐ и Аретѐ-Фол. Является членом форумов «Болгария — Россия» и «Болгария — Китай».
Формально Иванов не занимается политической деятельностью, но регулярно публично высказывается на политические темы. Он скептически относится к крупнейшим партиям страны — БСП и ГЕРБ (особенно критичны были отзывы о Меглене Куневой и Сергее Станишеве). В целом Иванов положительно отзывался о Бойко Борисове, которого сравнивал с Георгием Димитровым и «народным царём Борисом III» и о Симеоне II. Наиболее положительно он оценивает Димитра Попова, главу правительства Болгарии в 1991, при котором были начаты экономические реформы.
Димитр Иванов считает главными задачами укрепление государства, консолидацию политической системы, выдвижение сильного лидера, подобного Стефану Стамболову.

## Коллекции произведений искусства
Димитр Иванов — известный коллекционер антиквариата и средневековых икон. Его коллекции Арес (антиквариат) и Армията на Бога (иконы) официально зарегистрированы в соответствии с болгарским законодательством о культурном наследии. Они выставлялись в Национальном археологическом музее, Национальном историческом музее, а с 2009 постоянно экспонируются в Национальном музее военной истории.

## Историко-политические подходы
Главные научные интересы Димитра Иванова — политическая биография Стефана Стамболова, история НРБ и органов госбезопасности. Он автор ряда исторических монографий.
Иванов считает закономерным падение социалистического строя в Болгарии, не раз описывал симптомы разложения режима БКП, противостояние в партийной верхушке и руководстве госбезопасности. В то же время он придерживается национал-государственнических взглядов.